# Медресе (Старий Крим)
Медресе хана Узбека — медресе, засноване 1333 р. у Старому Криму, розташоване неподалік Мечеті хана Узбека (1314 р.), проте, на жаль, до наших днів збереглися лише руїни будівлі.

## Історія
У XIII—XIV століттях місто Солхат (нині — Старий Крим) було політичним, релігійним та культурним центром Криму, що був частиною Золотої Орди. Наприкінці ХІІІ століття у Золотій Орді почався процес ісламізації (становлення ісламу державною релігією). Одним з ханів, що активно займались цим, був хан Узбек.
У 1314 році хан Узбек наказав побудувати у місті Солхат мечеть, яку назвали в його честь. Пізніше, у 1333 році, до мечеті добудували медресе — мусульманське училище.
У медресе хана Узбека викладали, як і в інших мусульманських училищах, Коран. Крім того, вивчали арабську мову, філософію, астрономію, риторику, юриспруденцію, логіку та арифметику. Медресе вважалось таким, у якому навчали майбутніх священнослужителів та вчителів початкових класів.

## Опис будівлі
Медресе мало квадратну форму, всередині було внутрішнє подвір'я, вхід до якого оздоблений різьбою. Територія подвір'я викладена кам'яними плитами. Навколо подвір'я знаходилися вузькі келії з невеликими вікнами, в яких жили учні медресе. Коридори закладу також вельми вузькі. Три великі квадратні приміщення були призначені для навчання.
На порталі медресе було знайдено напис арабською мовою. У ньому висловлюється подяка Богові, згадується ім'я хана Узбека, рік побудови та ім'я ймовірного автора та втілювача наказу хана Узбека Абдуль-Азіз бен Ібрагім Аль-Арбелі.

## Сучасність
Медресе збереглося до нашого часу у формі руїн. Більшість інформації про нього можна дізнатися з написів добре збереженої мечеті хана Узбека. Медресе Солхата належить до пам'яток національного значення.